# قوشاحمدلي (فضولي)
```
قوشاحمدلي
 
[
1
]
[
2
]
[
3
]
[
4
]
[
5
]
(
بالأذرية
: Qoçəhmədli، بالإنجليزية: 
Ghouchahmedli
 أو 
Kochakhmedli
)، 
بالتركية
: Koçahmetli، 
بالروسية
: Кочахмедли، 
بالفرنسية
: Gotchehmedli (Fizouli)، 
بالفارسية
: قوچ‌احمدلی): هي قرية في 
مقاطعة فضولي
، 
أذربيجان
. تم احتلالها من قبل 
جمهورية آرتساخ
 المعلنة من جانب واحد منذ 
حرب مرتفعات قره باغ الأولى
 حتى استعادتها أذربيجان في 17 أكتوبر 2020.
```